# WCW vs. nWo: World Tour
WCW vs. NWO: World Tour é um dos clássicos jogos de luta livre para Nintendo 64. É um dos jogos da série Player's Choice, embora não tenha gráficos bons é um jogo que tem uma boa variedade de lutadores para a época.